# Sporting de Huelva (női csapat)
A Sporting de Huelva női labdarúgó csapatát 2004-ben hozták létre Huelva városában. Spanyolország első osztályú bajnokságában, a Primera Divisiónban szerepel.

## Klubtörténet
A klub 2015-ben országos kupagyőzelemmel gazdagodott, miután a Valencia csapatát 2–1 arányban múlta felül a melillai döntőben.

## Sikerlista
- Spanyol kupagyőztes (1): 2015

## Játékoskeret
2023. január 4-től
| #  |     | Poszt | Név                |
| -- | --- | ----- | ------------------ |
| 1  | ENG | K     | Chelsea Ashurst    |
| 13 | SVN | K     | Zala Meršnik       |
| 2  | CRC | V     | Stephannie Blanco  |
| 3  | BRA | V     | Ana Carol          |
| 4  | VEN | V     | Raiderlin Carrasco |
| 14 | ESP | V     | Laia Ballesté      |
| 15 | ESP | V     | Patri Ojeda        |
| 17 | ESP | V     | Laura Blasco       |
| 18 | USA | V     | Athena Kühn        |
| 19 | ESP | V     | Paula Romero       |
| 5  | ARG | KP    | Vanesa Santana     |

| #  |     | Poszt | Név                       |
| -- | --- | ----- | ------------------------- |
| 9  | ESP | KP    | María Ruiz                |
| 10 | SWE | KP    | Sofia Hagman              |
| 11 | SVK | KP    | Patrícia Hmírová          |
| 16 | ESP | KP    | Sandra Castelló           |
| 20 | SWE | KP    | Amanda Edgren             |
| 23 | POL | KP    | Patrycja Balcerzak        |
| 6  | SUI | CS    | Stephanie da Eira         |
| 7  | SWE | CS    | Therese Simonsson         |
| 8  | SPA | CS    | Ana de Teresa             |
| 12 | SPA | CS    | Bárbara López             |
| 22 | ISL | CS    | Berglind Rós Ágústsdóttir |

### Kölcsönben
| #  |     | Poszt | Név                         |
| -- | --- | ----- | --------------------------- |
| 21 | ESP | KP    | Cristina Gey (a Logroñónál) |

## Korábbi híres játékosok
| - María Alharilla - Sandra Bernal - Priscila Borja - Silvia Doblado - Dolores Gallardo - Paula García - Sofía García - Patri Gavira - Esther González - Anita Hernández - Fatou Kanteh - Cristina Martín-Prieto - Patricia Martínez - Jennifer Morilla - Chini Pizarro - Cinta Rodríguez - Ángela Sosa - Anna Buhigas - Claire Falknor - Kristina Fisher | - Mariah Lee - Mikela Waldman - Florencia Bonsegundo - Raquel Fernandes - Dany Helena - Sofía Hartard - Francisca Lara - Geraldine Leyton - Yessenia López - Bárbara Santibáñez - Ana Lucía Martínez - Tanaka Jóko - Irina Szaratovceva - Lady Andrade - Ángela Corina - Mayra Ramírez - Nayeli Rangel - Laura Rus - Pamela Begič - Vera Gyatel |